# Kåbbåjaure
Kåbbåjaure är en sjö i Bodens kommun i Norrbotten och ingår i Vitåns huvudavrinningsområde.